# 西洛他唑
西洛他唑（Cilostazol）為一種喹啉衍生類藥物，可用於緩解周邊動脈阻塞患者的間歇性跛行的症狀。本品的製造商為大塚製藥，以商品名普達錠（Pletaal）販售。與其他類似物常造成鬱血性心衰竭患者死亡率提升相似的是，西洛他唑似乎會增加糖尿病人的心衰竭住院機率。本品屬於磷酸二酯酶抑制药，可使环腺苷酸（cAMP）的濃度上升。本品可抑制血小板聚集，且可直接造成血管擴張。

## 機轉
本品屬於選擇性磷酸二酯酶3抑制劑，使cAMP的量增加。當cAMP增加之後，蛋白激酶A（PKA）轉為活化態的比例會提升，進而抑制血小板的凝集。PKA同時也可以預防肌球蛋白輕鏈激酶的活化，抑制平滑肌的收縮，使血管能夠擴張。

## 外部連結
- Supplementary information provided by Drug Digest （页面存档备份，存于） (Link not working 2/8/12)
- U.S. National Library of Medicine: Drug Information Portal - Cilostazol （页面存档备份，存于）